# Vassoura
Vassoura é um utensílio doméstico de limpeza utilizado para varrer, esfregar ou escovar superfícies. É constituído de cabo reto (de madeira ou metal) com cerdas de piaçava, plástico, feixes de pelo animal, folhas de palmeiras ou outros materiais sintéticos presas em sua ponta inferior.

## Vassoura pequena
Vassoura pequena ou também Mini vassoura é uma vassoura comum só que com cabo reduzido, para que crianças ou anões consigam usar com facilidade.

## História
Bastante comum há vários séculos por toda a Europa, as vassouras eram feitas tradicionalmente com cerdas de ericáceas, bétula ou Genista. Mas mais de 100 espécies de plantas já foram documentadas como a origem das cerdas de vassouras produzidas tradicionalmente na Europa.

## Cultura popular

### Magia

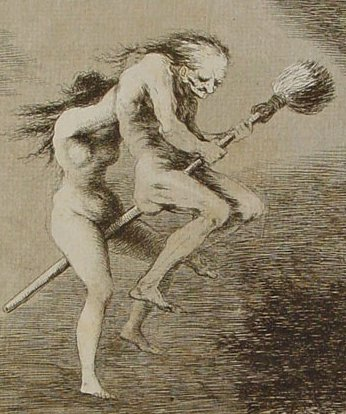
Los Caprichos de Francisco Goya: ¡Linda maestra! - bruxas indo para um Sabbat em uma vassoura

No folclore, as vassouras comumente são associada à feitiçaria como objetos capazes de voar. No fim da Idade Média, foram citadas em depoimentos obtidos por tortura em julgamentos contra pessoas suspeitas de pertencer à seita valdense. A primeira referência conhecida a bruxas voando em vassouras data de 1453, confessada pelo bruxo Guillaume Edelin. Em seu julgamento, confessou que rapidamente se transportava para o recinto onde ocorria o consistório da seita com sua vassoura voadora.

### Tradições
- O povo Métis do Canadá tem uma tradição de dança de vassoura. Há exposições onde as pessoas mostram suas habilidades de dança de vassoura. A vigorosa dança da vassoura envolve movimentos rápidos de pés e saltos.[8]
- "Pular a vassoura" é uma tradição de casamento afro-americana que se originou em casamentos de escravos nos Estados Unidos no século 19. Sua popularidade revivida entre os afro-americanos se deve ao romance de 1976 Roots: The Saga of an American Family.[9] "Pular a vassoura" era uma tradição de casamento na Grã-Bretanha pré-cristã e possivelmente em áreas mais amplas da Europa, como a Escandinávia e as tribos germânicas do Báltico.[carece de fontes?]

## Galeria
| {{{caption}}} |
|               |

| {{{caption}}} |
|               |

| {{{caption}}} |
|               |

| {{{caption}}} |
|               |